# Hszia-házbeli Csi
Hszia (Xia)-házbeli Csi (Qi) a félig legendás Hszia (Xia)-dinasztia 2. uralkodója, aki apja, a dinasztiaalapító Nagy Jü (Yu) halálát követően lépett trónra, s a hagyomány szerint 9 vagy 10 évig uralkodott.

## Élete és uralkodása
Életéről, akárcsak a legtöbb Hszia (Xia) uralkodónak az életéről meglehetősen kevés információt árulnak el a források. A korai történeti művek általában csak szűkszavú, a legfontosabb eseményekre koncentráló, kronologikus felsorolást tartalmaznak.
A Bambusz-évkönyvek szerint Csi (Qi) trónra lépésének alkalmából mind a régi, mind pedig az új fővárosban nagy ünnepséget rendeztek a fejedelmek részvételével.
Uralkodása 2. évében Po-ji (Boyi) 伯益 elhagyta az udvart, és saját országába távozott. Csi (Qi) azonban seregeket küldött utána, és Kan (Gan)nál 甘 vereséget mért rá.
Uralkodása 6. évében Po-ji (Boyi) elhunyt.
Uralkodása 8. évében követségbe küldte egyik miniszterét, Meng-tu (Mengtu)t 孟涂 Pa (Ba)ba 巴.
Uralkodása 10. évében ellenőrző körútra indult, és Tamu (Damu) 大穆 mezején eljárta a Kilenc Sao (Shao) (Csiu sao (Jiu shao)  《九韶》) táncot.
Uralkodása 11. évében száműzte kisebbik fiát, Vu-kuan (Wuguan)t 武觀 a Sárga-folyól nyugatra fekvő (Hsziho (Xihe)) 西河 vidékekre.
Uralkodása 15 évében Vu-kuan (Wuguan) fellázadt a Sárga-folyótól nyugatra fekvő területeken, ezért Csi (Qi) elküldte egyik miniszterét, Sou (Shou)t 壽, hogy büntesse meg, mire Vu-kuan (Wuguan) megadta magát.
Halálát követően legidősebb fia, Taj Kang (Tai Kang) 太康 követte a trónon.